# فشودة
فشودة أو كودوك هي بلد في أعالي النيل بجنوب السودان. وتشتهر بحادثة فشودة

## التاريخ
ظلت عاصمة لمملكة الشلك لفترة من الزمن.
في عهد الاستعمار اشتهرت لوقوع حادثة فشودة.

## انظر أيضُا
- فتح فاشودة